# Gérard Tramoni
Pour les articles homonymes, voir Tramoni.
Gérard Tramoni, né le 27 septembre 1975 à Ajaccio, est un pilote automobile français concourant principalement dans le Rallye Dakar depuis 2017.

## Jeunesse et médecine
Né le 27 septembre 1975 à Ajaccio, Gérard Tramoni est un ancien joueur international de volley-ball junior. Il a aussi été champion régional de boxe française, qu'il enseigne aujourd'hui.
En 2001, à 24 ans il intègre l'équipe médicale du Rallye Dakar en Tunisie. Il occupe ce poste pendant 10 ans. Il dépose sa thèse en médecine l'année suivante.
Depuis 2007, il travaille en tant que médecin anesthésiste réanimateur à la clinique du Tonkin de Villeurbanne.

## Pilote

### Rallye Dakar
Après avoir été médecin du Rallye Dakar, il devient copilote en 2011 d'un confrère médecin. En 2017, il évolue en tant que pilote et engage Dominique Totain (garagiste et préparateur des voitures,) pour être copilote. Ils courent dans la catégorie T1.1 (voitures modifiées 4 roues motrices, essence). Au sein de son équipe, il a un assistant et deux mécaniciens.
Sa première participation se solde par un échec à cause de trois problèmes techniques survenus pendant la course. Avec son coéquipier, il est contraint d'abandonner à l'avant-dernière étape.
En 2018, il réunit la somme de 150 000 euros grâce à ses sponsors lyonnais (KPL, TDS Conseil, etc.), principalement dans le secteur médical. Le footballeur franco-tunisien Hatem Ben Arfa leur fait aussi un don. La voiture est une Nissan Springbok. Il a un accident lors de la 3e étape en faisant plusieurs tonneaux. L'accident est sans gravité pour les deux sportifs, mais la voiture a subi d'importants dégâts et ne repart pas.
C'est en 2019, lors de la 41e édition du Rallye Dakar, que Gérard Tramoni franchit la ligne d'arrivée pour la première fois à la 46e place sur 130 concurrents arrivés, à bord de sa Land Rover Discovery.

### Autres compétitions
Outre le Rallye Dakar, Gérard Tramoni a couru dans d'autres compétitions :
- 2017 : 24H Tout Terrain de France
- 2018 : 24H Tout Terrain de France; 6 heures d'Endurance tout terrain de Orléanais

Ainsi que :
- Raid World Championship (Raid Gauloise)
- Adventure Racing World Series (ARWS)

## Association
A chaque fois qu'il participe au Rallye Dakar, il soutient les enfants hospitalisés à travers l'association L’enfant @ l’hôpital. L'objectif est de leur redonner du courage, de l'espoir mais aussi de leur faire découvrir les paysages des pays qu'il traverse à bord de ses voitures de course. Il poste tous les jours des vidéos sur son blog, en détaillant sa vie depuis son arrivée sur la course jusqu'à la fin. Les enfants peuvent réagir en laissant des commentaires et il leur répond. Prés de 5000 jeunes suivent ses aventures.